# Tailândia
Tailândia is een gemeente in de Braziliaanse deelstaat Pará. De gemeente telt 72.720 inwoners (schatting 2009).